# Шункирколь
Шункирко́ль (каз. Шұңқыркөл) — село у складі Тайиншинського району Північноказахстанської області Казахстану. Входить до складу Тихоокеанського сільського округу, раніше було центром ліквідованої Севастопольської сільської ради.
Населення — 164 особи (2021; 403 у 2009, 787 у 1999, 1392 у 1989).
Національний склад станом на 1989 рік:
- казахи — 29 %
- німці — 23 %
- росіяни — 22 %.